# Hisham Bastawisi
Hisham Bastawisi (Caïro, 23 mei 1951 – 17 april 2021) was een Egyptisch rechter en politicus. Hij was vicepresident van het Egyptische Hof van Cassatie en maakte zich hard voor een onafhankelijk justitieel apparaat tijdens het presidentschap van Moebarak. Na de Egyptische Revolutie kandideerde hij zich zonder succes voor de presidentsverkiezingen van 2012. Hij werkte sinds 2008 als rechter in Koeweit.

## Biografie

### Studie en carrièreaanvang
Bastawisi studeerde aan de Universiteit van Caïro en behaalde daar zijn graad in de rechten in 1976. Na zijn studie vervolgde hij met verdere training van de bekende advocaat Salah el-Sahly. Hij trouwde later met diens dochter Olfat.
Bastawisi werkte vervolgens als plaatsvervangend openbaar aanklager bij zowel de minderjarigen- als de douaneautoriteit. In de jaren negentig was hij vier jaar lang raadsman in de Verenigde Arabische Emiraten. Het overgrote deel van zijn loopbaan werkte hij echter als rechter.

### Streven naar justitiële onafhankelijkheid
In de laatste tien jaar van de regering van president Moebarak had hij een leidende rol in de hervormingsbeweging die streefde naar justitiële onafhankelijkheid. In 2005 speelde hij een vooraanstaande rol in de confrontatie met de regering, door het toezicht te weigeren op de verkiezingen, die door hem en andere rechters bestempeld werden als frauduleus. Na een lange openlijke strijd namen zij het initiatief om de verkiezingsfraude te documenteren. Hij was een van de woordvoerders voor de internationale media en bracht onder meer de praktijken van het Ministerie van Justitie aan het licht, die rechters manipuleerde met intimidatie en met manipulatie door middel van inperking van de doorgroeimogelijkheden en salarissen.
Vanwege zijn weerstand werden hij en rechter Mahmoud Mekki in het voorjaar van 2006 door de Minister van Justitie Abul-Leil voor het Disciplinair Hof gedaagd. Volgens Bastawisi was deze stap ongrondwettelijk. Een dag voor de zitting van 11 mei plaatste The Guardian een artikel van beide rechters, waarin ze de situatie van dat moment beschreven. Andere rechters dreigden in staking te gaan indien de twee rechters uit hun positie zouden worden gezet. Tijdens de hoorzittingen gingen enkele rechters zelfs in hongerstaking.
In de straten werd er in deze tijd uit steun gedemonstreerd. Demonstranten werden door de veiligheidspolitie geslagen en een tiental demonstranten werd opgepakt en gedurende vijftien dagen gevangengezet, waaronder de bekende blogger Alaa Abd el-Fattah. Toen Bastawisi tijdens het onderzoek een hartaanval had gekregen, werd hij door tientallen aanhangers in het ziekenhuis bezocht. Onder de grote druk liet de regering de aanklacht uiteindelijk vallen en hield ze het op een lichte reprimande voor beide. Toen de autoriteiten hem ook na de tijd onder toezicht hielden en bleven lastigvallen, zag Bastawisi zich in 2008 genoodzaakt om zijn loopbaan als rechter in Koeweit te vervolgen.

### Na de revolutie
Bastawisi kwam pas weer terug in januari 2011, toen de Egyptische Revolutie vol aan de gang was, met achttien dagen later de val van president Moebarak tot gevolg. Hij sprak publiekelijk zijn steun uit voor de demonstranten en deed aan diverse protesten mee. Maar ook erna nam hij zes maanden verlof om deel te kunnen nemen aan verschillende demonstraties tegen de Opperste Raad van de Strijdkrachten (SCAF) die op dat moment het land bestuurde. Ook zinspeelde hij in die tijd al op deelname aan de presidentsverkiezingen. Om financiële redenen moest hij echter enkele maanden terugkeren  naar Koeweit voor werkzaamheden als rechter.
Vervolgens kandideerde hij zich in maart 2012 onder de vlag van de Socialistische Partij voor de Egyptische presidentsverkiezingen van mei-juni. Hij wist echter maar een kleine groep kiezers aan zich te binden en werd uitgeschakeld in de eerste ronde.
Bastawisi overleed op 17 april 2021. Hij werd 69 jaar oud.